# Cisk
Cisk ist ein Markenname eines Lagerbieres, welches von Simonds Farsons Cisk in Malta gebraut wird. Seit dem Jahr 1928 wird es hergestellt. Im Jahr 1995 erreichte es eine Topplatzierung bei den Australian Beer Awards. Der Alkoholgehalt beträgt 4,2 %. Es ist das bekannteste Bier in Malta.

## Sorten

### Cisk
- Cisk Lager Beer
- Cisk Export Premium Lager Beer

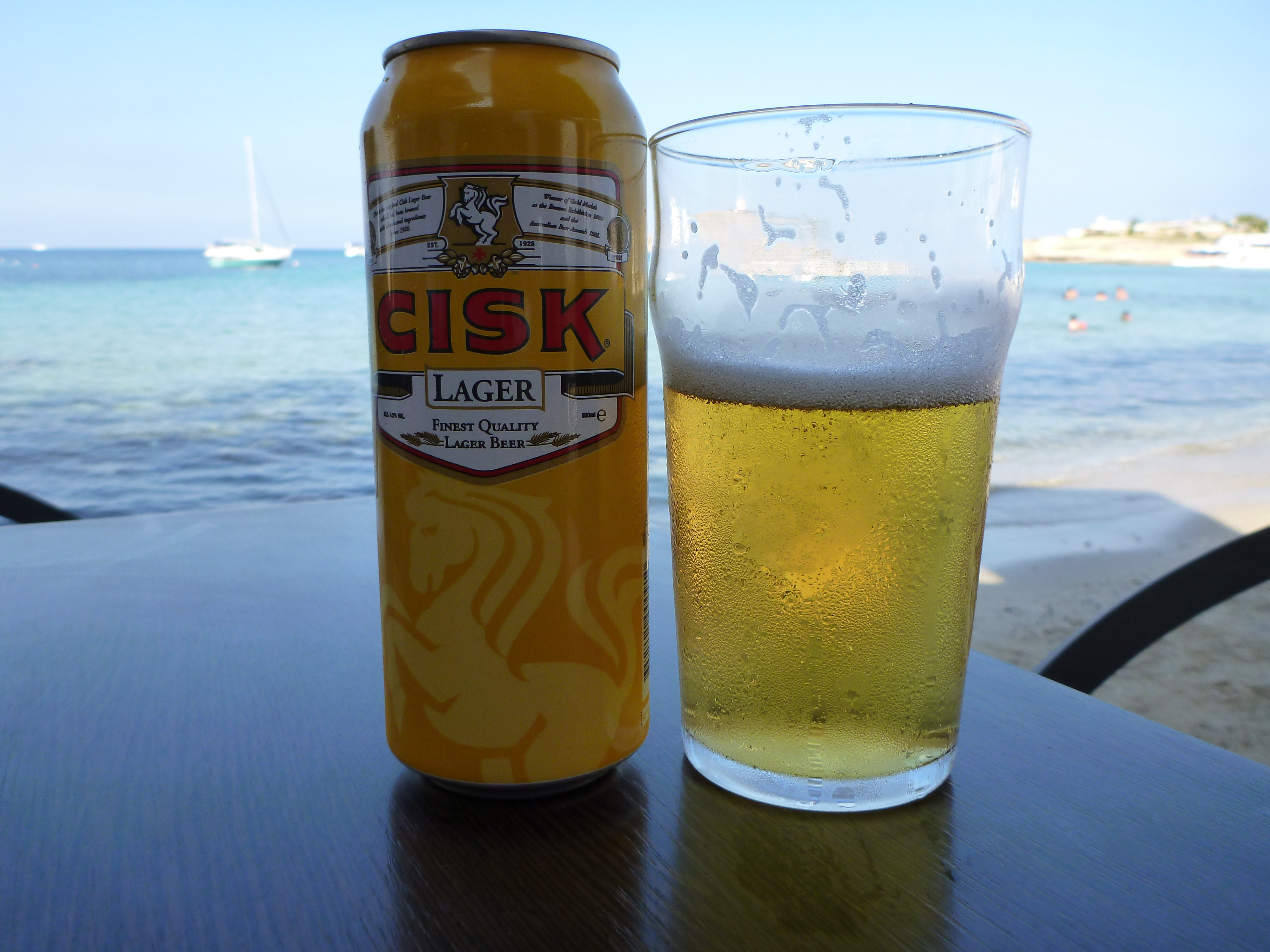
Ein kühles Cisk Lager am Strand von Malta

- Cisk Excel Low(reduzierter Anteil an Kohlenhydraten)
- Cisk Pilsner
- Cisk Chill Lemon, Chill Ginger&Lime und Chill Berry (Biermischgetränke)
- Cisk Strong Premium (Starkbier mit 9 % Alkoholgehalt)
- Cisk 0.0 Alcohol-Free (alkoholfreies Bier)

### Andere Marken von Simonds Farsons Cisk
- Blue Label Ale, ein dunkel braunes Bier, ähnlich im Geschmack mit Altbier
- Hopleaf, ein cremiges seidiges Bier
- Farsons Traditional Shandy, Bier mit Limonade
- Lacto Milk Stout, ein schwarzes Starkbier

## Geschichte
Giuseppe Scicluna gründete 1840 die erste private Bank in Malta. Irgendwann wandelte sich das Wort cheques zu cisk und Giuseppe Scicluna wurde bald bekannt als Iċ-Ċisk (The Ċisk (deutsch: Der Ċisk)). Im Jahre 1928 übernahm seine Bank die Geschäfte eines Kunden, der die Lizenzen für Pilsner Bier und Bier des Münchner Typs besaß. So wurde 1928 Maltas erstes Lagerbier, das Cisk Pilsner gebraut. Im Jahre 1948 kam es zur Gründung der Simonds Farsons Cisk plc, bei der sich diese Brauerei mit der Farsons Brauerei und dem Importeur H & G Simons zusammenschloss.